# Petrovski barok
Petrovski barok (rus. Петровское барокко) je slog baročne arhitekture in okrasja 17. in 18. stoletja, ki ga je favoriziral Peter Veliki, in je bil pod tem monarhom in njegovimi neposrednimi nasledniki zasnovan pri oblikovanju stavb v novo ustanovljeni ruski prestolnici Sankt Peterburg.
Petrovski barok, ki se je v Moskvi zavzemal za sodobni moskovski barok (tudi Nariškinov barok), je predstavljal dramatičen odmik od bizantinske tradicije, ki je skoraj tisočletje dominirala v ruski arhitekturi. Njegovi glavni praktiki - Domenico Trezzini, Andreas Schlüter in Mihail Zemcov – so navdih jemali iz dokaj skromne nizozemske, danske in švedske arhitekture tistega časa.

## Pomembni primeri
Odlični primeri sloga v Sankt Peterburgu so cerkev sv. Petara on Pavla (Trezzini), Dvanajst kolegijev (Trezzini), Kunstkamera (Mattarnovi), Kikinova palača (Schlüter) in Menšikova palača (Giovanni Fontana).
Petrovske baročne strukture zunaj Sankt Peterburga so maloštevilne; vključujejo Menšikov stolp v Moskvi in palačo Kadriorg v Talinu.

## Arhitekturni vpliv na Petra Velikega
Peter Veliki, znan tudi kot Peter I., je bil v letih 1682–1725 ruski car. Bil je prvi ruski monarh, ki je potoval zunaj Rusije in na tem potovanju se je seznanil z arhitekturo mnogih drugih držav. Njegova lastna knjižnica je vsebovala arhitekturne knjige iz Nizozemske, Francije, Nemčije in Italije. Stavbe teh držav so vplivale na Petrov arhitekturni okus, ko se je odločil za gradnjo nove ruske prestolnice Sankt Peterburg. Peter je imel zelo specifično predstavo o tem, kako si želi, da bi to novo mesto izgledalo v arhitekturnem slogu in prevzel pobudo pri zaposlovanju ljudi, ki bi lahko pomagali pri uresničevanju njegove vizije in raziskovanju arhitekturnih slogov. Medtem ko je vladal, je Peter poskušal čim hitreje spremeniti narod Rusije in skušal vključiti zahodni slog in tradicijo v vsakdanje življenje svojih državljanov. Kot del tega je Peter uveljavil predpise, ki so nalagali, kako naj bi izgledala mesta.
Petrov prvotni cilj za Sankt Peterburg je bil kopirati mesto Amsterdam. Ko se je mesto začelo graditi, je Peter začel spreminjati zasnove stavb, ki so pogosto spremenile načrtovani videz, ko se je njihova gradnja že začela. Te spremembe so privedle do stavb, ki niso pripadale niti eni arhitekturni šoli.

### Moskovski barok
Peter je bil vzgojen v Moskvi, živel je v veliki palači v Kremlju in preživljal čas na več kraljevskih posestvih zunaj mesta. Oče mu je umrl, ko je bil star štiri leta, zato je imel Peter dokaj nenadzorovano mladost za zasledovanje lastnih strasti. Peter je svoj okus do arhitekture razvil tako, da si je ogledal stavbe, ki so ga obdajale v otroštvu, od katerih je bila številnim pokrovitelj njegova družina. Te cerkve in hiše, ki so obkrožale Moskvo, so odražale evropski vpliv na njihovo zgradbo in dekoracijo. Moskovski ali nariškinovi baročni slog, poimenovan po Petrovi materini strani družine, je bil izrazit v teh stavbah. Značilnost tega baroka je obsežna zgradba in pomanjkanje lesa med gradbenimi materiali.

### Nizozemski barok
Ko je Peter vstopil v mladost in preživel potovanje, je njegov arhitekturni okus začel dajati prednost elementom nizozemske arhitekture. Peter se je leta 1697 srečal z nizozemskim arhitektom Simonom Schijnvoetom (včasih Schynvoet ali Schynvaet). Schijnvoet se je specializiral za nizozemski barok, hkrati pa je Petra učil tudi o ladijski arhitekturi. Prva hiša v Sankt Peterburgu, ki jo je Peter oblikoval, je uporabila elemente tega sloga, ki se ga je učil pri Schjinvoetu, vključno z ravnimi, poslikanimi stenami, lesenimi ploščicam podobnimi oblikami in okni iz majhnih steklenih površin. Ti elementi oblikovanja niso bili podobni ruskim slogom, ki so jih poznali do tedaj.
Ruski zgodovinar James Cracraft, nakazuje, da je bil najbolj jasen primer nizozemske arhitekture, zasnovane pod Petrovo vladavino, njegova Poletna palača v Sankt Peterburgu, ki so jo imenovali Monplaisir ali Mala nizozemska hiša. V pismu iz leta 1724 študentu arhitekture Ivanu Korobovu Peter razpravlja o svoji naklonjenosti k ornamentaciji nizozemskega baroka. Peter v tem istem pismu izraža svojo nezainteresiranost za francoske in italijanske arhitekturne sloge zaradi pomanjkanja okrasja in uporabe kamna in ne opeke. Med Petrovimi papirji je bila najdena beležka, ki opisuje, kako je na Nizozemsko poslal dva ruska študenta arhitekture, da bi se lahko naučila nizozemskega baročnega sloga in se vrnila h gradnji cerkva in hiš v Sankt Peterburg. Poleg tega, da se ruski študentje usposabljajo v tujini, je Peter najel tudi nizozemske arhitekte, da bi prišli delati na projektih v Rusiji.

### Drugi slogi
Medtem ko je Peter imel raje nizozemski baročni slog, je arhitekturne navdihe iskal tudi iz drugih držav. Kljub izraziti neljubezni do francoske in italijanske baročne arhitekture je Peter leta 1723 v Rim poslal dva študenta arhitekture, da bi nadomestil še dva študenta, ki tam delata. Štipendisti kažejo, da je bil v času njegove vladavine na Nizozemsko in v Italijo poslan enak del arhitekturnih študentov in več italijanskih gradbenikov je delalo na Petrovih projektih v Rusiji kot nizozemskih graditeljev. V zgodnjih letih Sankt Peterburga so Francozi služili kot ugledni oblikovalci in okraševalci.

## Pomembni arhitekti

### Domenico Trezzini
Domenico Trezzini se je rodil leta 1670 v italijanskem nadzorovanem območju Švice. Za razvoj baročnega sloga v južni Nemčiji so bili odgovorni arhitekti, ki so ga obkrožali v mladosti. Trezzinijev arhitekturni slog ima vidne vplive tega nemškega baročnega sloga, skupaj s severnim slogom baročne arhitekture, ki ga je izbral v času, ko je živel v Københavnu. Na Trezzinija je vplival tudi lombardski baročni slog arhitekture, ki je bil priljubljen v severni Italiji, kjer je odraščal v 17. stoletju. Od leta 1703 do njegove smrti leta 1734 je Trezzini živel v Sankt Peterburgu v času vladavine Petra Velikega. Trezzini je začel veliko gradbenih projektov, ki so bili osnova mesta. Zaradi številnih projektov, ki jih je delal Trezzini, so mu leta 1710 podelili naziv podpolkovnik utrdb in arhitekt.
Nekaj glavnih Trezzinijevih dodatkov v mestu: Poletna palača Petra Velikega, samostan Aleksandra Nevskega, Dvanajst kolegijev in cerkev sv. Petra in Pavla. Trezzini in njegova ekipa so zasnovali tloris Sankt Peterburga v razvoju, vključno z ulicami pričakovanega mestnega središča otoka Vasiljevski. Tloris mesta je bil razvit v obliki mreže s pravokotnimi ulicami in kanali. Trezzinijeva zasnova mesta takrat ni sledila evropskemu idealu zaradi njegove kompaktnosti in mrežne organiziranosti, ne pa zaradi tradicionalne obrobljene postavitve.
Leta 1714 je Peter izjavil, da morajo biti vse hiše v Sankt Peterburgu zgrajene po Trezzinijevem vzorčnem domu. Različne različice doma so bile ustvarjene za različne razrede občanov glede na njihov položaj. Peter je vse državljane razvrstil v 14 različnih razredov, vsi pa so imeli v različna stanovanjska območja v Trezzinijevem načrtu. Velikost državljanskega doma je neposredno ustrezala njihovemu položaju v tej družbeni lestvici. Nižji razredi so bili razdeljeni po poklicu, višji pa so bili razdeljeni po količini kmetov, ki so jih obvladovali. Obstaja več graviranih modelov domov in čeprav so pogosto pripisani Trezziniju, je njegov ustvarjalec Jean-Baptiste Alexandre Le Blond odgovoren za njihovo ustvarjanje. Ti načrti so narekovali slog okraševanja domov in materiale, s pripadnostjo vsakemu razredu državljanov. V samem centru mesta so se teh smernic dosledno držali. Dlje od središča mesta je bila večja prilagodljivost pri oblikovanju domov. Kljub prizadevanjem za vzdrževanje urejene zasnove mesta so po Petrovi smrti sistem, ki ga je oblikoval Trezzini, dali na stran. Raziskovalci menijo, da je celovito urbanistično oblikovanje Petra I. ena največjih zapuščin. 
V zasnovi njegovih zgradb je nizozemski baročni slog viden v vrstah okrasja, ki ga je imel raje. Za stebre je Trezzini dajal prednost kvadratnim pilastrom kot dekorativnim elementom in omejeval njihovo uporabo tam, kjer so to strukturno potrebne ali pa so služile glavnemu namenu celotne zasnove. Trezzini je črpal navdih tudi od del Christopherja Wrena, čigar delo na stolnici svetega Pavla se pojavlja v Trezzinijevih skicah.
Trezzini je ustanovil Cerkveno pisarno za gradnjo v Sankt Peterburgu in postal njen prvi direktor. Ta šola je bila prva ustanova, ki je v Rusiji organizirala formalno usposabljanje za arhitekte. Med tistimi, ki so se šolali v njej, je bil Mihail Zemcov, ki je nadaljeval Trezzinijevo zapuščino. Drugi arhitekti, s katerimi je Trezzini delal v življenju in so nadaljevali gradnjo njegovih stavb po njegovi smrti, sta bila Carlo Giuseppe in Pietro Antonio Trezzini.
|  |  |  |  |
|  |  |  |  |

### Mihail Zemcov
|  |
|  |

### Francesco Bartolomeo Rastrelli
|  |  |  |
|  |  |  |

### Georg Johann Mattarnovi
|  |
|  |